# Capriccio en do majeur pour piano K. 395
Le Capriccio en do majeur pour piano, K. 395/300g est une composition de Wolfgang Amadeus Mozart, écrite à Munich au début d'octobre 1777.
Il a été écrit à la demande de sa sœur Nanerl, qui souhaitait un prélude court pour l'aider dans ses exercices, et qui module de do majeur à si bémol majeur. La pièce était connue anciennement sous le nom de Petite Fantaisie en do majeur, et a reçu le nom de Capriccio au milieu du XXe siècle.
Selon les musicologues[Lesquels ?][réf. nécessaire], le nom correct devrait être "Prélude en Do majeur KV 284a. Les « Quatre préludes en do majeur » KV 284a ont été considérés comme perdus pendant assez longtemps. Cependant, un manuscrit connu comme Capriccio KV 395/300g existait, et dans la publication de la Neue Mozart-Ausgabe, en 1982, Wolfgang Plath a prouvé que les Préludes et le Capriccio étaient en fait la même pièce.

## Analyse
La pièce en do majeur est composée de 47 mesures jouées à . Le tempo initial est marqué Allegretto; à la mesure 14, il devient un Andantino avec des modulations en si bémol majeur, puis Adagio à la mesure 17, à nouveau Andantino à la mesure 18, Allegro à la mesure 22, Cantabile à la mesure 24, Capriccio : Allegro assai à la mesure 26, Allegro à la fin de la mesure 16 et pour finir Presto à la dernière mesure.